# Palazzo Della Posta-D'Aponte
Il Palazzo Della Posta-D'Aponte è un edificio di valore storico e architettonico di Napoli, situato in via Pasquale Scura, nel quartiere di Montecalvario.
Questo palazzo venne costruito nel XVI secolo, come gran parte dell'edilizia presente nei Quartieri Spagnoli. Si eleva di cinque piani su via Pasquale Scura, sorgendo su un lotto  stretto e irregolare. Alla base offre allo sguardo un elegante portale settecentesco, dietro il quale vi è il breve androne, sulla cui volta a botte è affrescato un settecentesco stemma bipartito, raffigurante le armi delle famiglie Della Posta, originaria di Foggia e detentrice del titolo di duchi di Civitella Alfedena, e D'Aponte, dei duchi di Flumeri. Dopo l'androne si ha il cortile, sulla cui parete sinistra si trova la scala aperta, anch'essa settecentesca, accanto alla quale è stato posizionato un ascensore in vetro-ferro.
Al giorno d'oggi è adibito a condominio privato, in buone condizioni di conservazione.

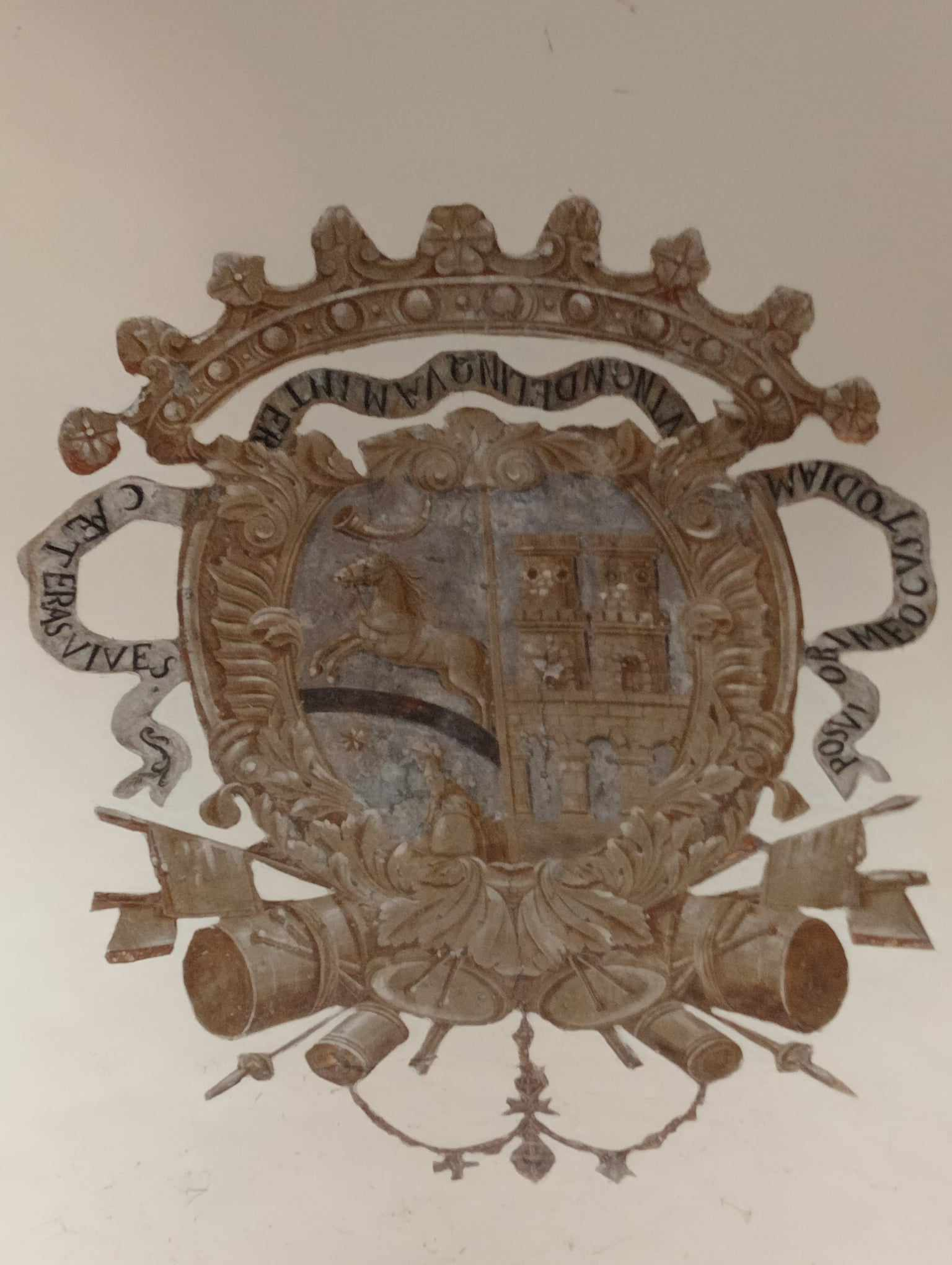
Il doppio stemma dei Della Posta e dei D'Aponte
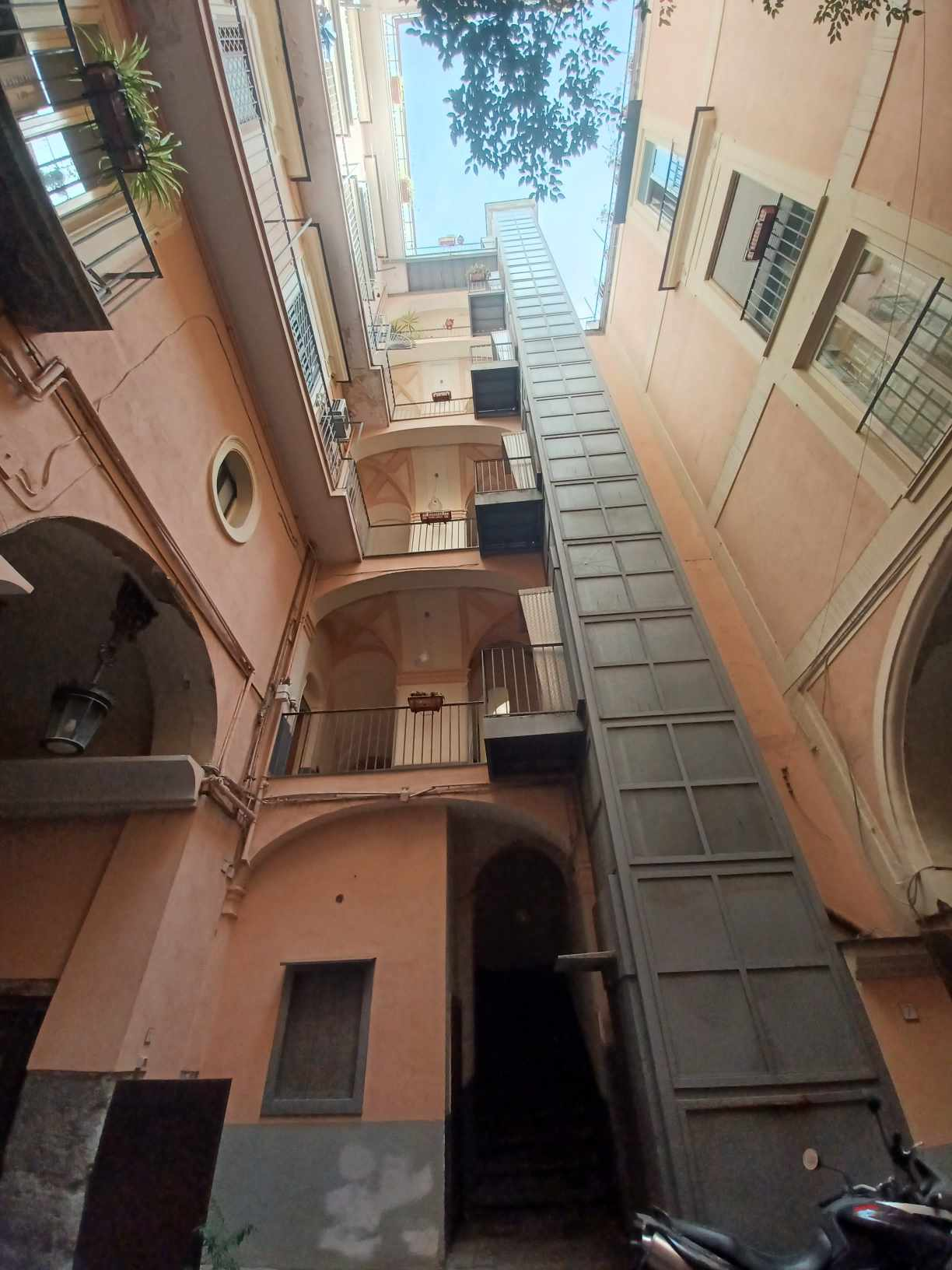
La scala settecentesca